# Дивись
«Дивись» (англ. Look Out Below) — американська короткометражна кінокомедія режисера Хела Роача 1919 року.

## У ролях
- Гарольд Ллойд — хлопець
- Бібі Данієлс — дівчина
- Снуб Поллард — Снуб
- Семмі Брукс
- Біллі Фей
- Лью Гарві
- Бад Джеймісон
- Маргарет Джослін
- Оскар Ларсон
- Марія Москвіні